# 𐤒
La qop (𐤒‏‏‏‏‏) es la decimonovena letra del alfabeto fenicio. Representaba el sonido oclusiva uvular sorda transliterado como /q/. De esta letra derivan la qof siríaca (ܩ), la kuf hebrea (ק), la qāf árabe (ﻕ), la qoppa (Ϙ) griega, la Q latina y la Ҁ cirílica. Quizás deriven también de ella las fi (Φ) y psi (Ψ) griegas y las Ф y Ѱ cirílicas.

## Historia
Aunque el origen de esta letra no es del todo claro, parece que el símbolo derivó de «mono» u «ojo de aguja». En hebreo, quf (קוף) significa «mono» y qof (קוף) «agujero u ojo (de aguja)».
Su valor sonoro original era una oclusiva enfática en el semítico occidental, presumiblemente [kʼ].

### Origen
El origen de la forma del glifo qōp () es incierto. Entre las posibles imágenes que podría representar existen tres teorías principales. Podría haber representado originalmente una aguja de coser, específicamente el ojo de la aguja (en hebreo קוף quf y en arameo קופא qopɑʔ ambos se refieren al ojo de una aguja). Podría representar la parte posterior de la cabeza y el cuello (qāf en árabe significa "nuca"). Según una teoría antigua, también pudo haber sido una imagen de un mono y su cola (en hebreo קוף significa "mono").

### Evolución
| Fenicio | Púnico | Arameo   | Arameo  | Arameo | Arameo    |
| Fenicio | Púnico | Imperial | Nabateo | Hatreo | Palmireno |
| ------- | ------ | -------- | ------- | ------ | --------- |
|         |        |          |         |        |           |

## Descendientes

### Alfabeto árabe
La letra árabe ق se llama قاف qāf. Se escribe forma diferente dependiendo de su posición en la palabra:
| Posición | Aislada | Final | Media | Inicial |
| -------- | ------- | ----- | ----- | ------- |
| Forma:   | ق       | ـق    | ـقـ   | قـ      |

En el estilo magrebí de escribir qāf' tiene un solo punto superior; cuando la letra está aislada o es final de palabra, a veces puede quedar sin punto ya que no lo necesita para diferenciarse de la letra fah.

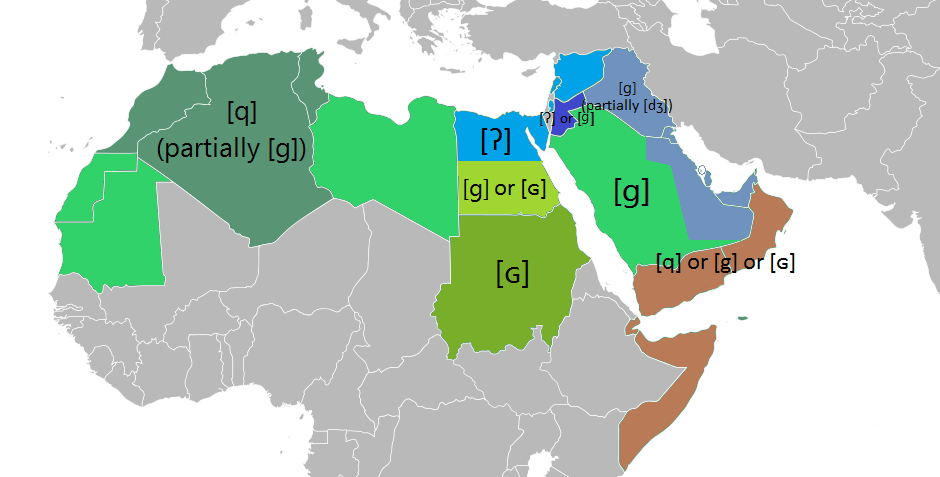
Las principales pronunciaciones de ⟨ق⟩ escrito en dialectos árabes

### Alfabeto  hebreo
La letra qoph (קוֹף) representa el sonido k. Para los nombres bíblicos (derivados del latín desde el griego bíblico) que contienen esta letra pueden representarla como c o k, por ejemplo, Caín para Qayin, o Cainán para Qenan (Génesis 4:1, 5:9).
En hebreo israelí moderno, la letra también se llama kuf  y representa /k/ ; es decir, no se hace distinción entre las pronunciaciones de qof y kaf en hebreo israelí.
Sin embargo, muchos grupos históricos sí han hecho esa distinción, siendo qof pronunciado [ q ] por los judíos iraquíes y otros mizrajíes, o incluso como [ɡ] por los judíos yemenitas bajo la influencia del árabe yemení.

## Unicode
| Carácter      | ק                 | ק                 | ق                 | ق                 | ڧ                                | ڧ                                | ࢼ                         | ࢼ                         | ܩ                  | ܩ                  | ࠒ                    | ࠒ                    |
| ------------- | ----------------- | ----------------- | ----------------- | ----------------- | -------------------------------- | -------------------------------- | ------------------------- | ------------------------- | ------------------ | ------------------ | -------------------- | -------------------- |
| Unicode       | HEBREW LETTER QOF | HEBREW LETTER QOF | ARABIC LETTER QAF | ARABIC LETTER QAF | ARABIC LETTER QAF WITH DOT ABOVE | ARABIC LETTER QAF WITH DOT ABOVE | ARABIC LETTER AFRICAN QAF | ARABIC LETTER AFRICAN QAF | SYRIAC LETTER QAPH | SYRIAC LETTER QAPH | SAMARITAN LETTER QUF | SAMARITAN LETTER QUF |
| Codificación  | decimal           | hex               | decimal           | hex               | decimal                          | hex                              | decimal                   | hex                       | decimal            | hex                | decimal              | hex                  |
| Unicode       | 1511              | U+05E7            | 1602              | U+0642            | 1703                             | U+06A7                           | 2236                      | U+08BC                    | 1833               | U+0729             | 2066                 | U+0812               |
| UTF-8         | 215 167           | D7 A7             | 217 130           | D9 82             | 218 167                          | DA A7                            | 224 162 188               | E0 A2 BC                  | 220 169            | DC A9              | 224 160 146          | E0 A0 92             |
| Ref. numérica | &#1511;           | &#x5E7;           | &#1602;           | &#x642;           | &#1703;                          | &#x6A7;                          | &#2236;                   | &#x8BC;                   | &#1833;            | &#x729;            | &#2066;              | &#x812;              |

| Carácter      | 𐎖                    | 𐎖                    | 𐡒                            | 𐡒                            | 𐤒                     | 𐤒                     |
| ------------- | -------------------- | -------------------- | ---------------------------- | ---------------------------- | --------------------- | --------------------- |
| Unicode       | UGARITIC LETTER QOPA | UGARITIC LETTER QOPA | IMPERIAL ARAMAIC LETTER QOPH | IMPERIAL ARAMAIC LETTER QOPH | PHOENICIAN LETTER QOF | PHOENICIAN LETTER QOF |
| Codificación  | decimal              | hex                  | decimal                      | hex                          | decimal               | hex                   |
| Unicode       | 66454                | U+10396              | 67666                        | U+10852                      | 67858                 | U+10912               |
| UTF-8         | 240 144 142 150      | F0 90 8E 96          | 240 144 161 146              | F0 90 A1 92                  | 240 144 164 146       | F0 90 A4 92           |
| Ref. numérica | &#66454;             | &#x10396;            | &#67666;                     | &#x10852;                    | &#67858;              | &#x10912;             |